# Richard Jaeckel
Richard Hanley Jaeckel (ur. 10 października 1926 w Long Beach, zm. 14 czerwca 1997 w Los Angeles) – amerykański aktor filmowy i telewizyjny. Był nominowany do Oscara za drugoplanową rolę w filmie Rodzina Stamperów (1971; reż. Paul Newman).
Jaeckel zagrał w około 80 filmach; grał zwykle role drugoplanowe. Pojawił się także w podobnej liczbie seriali telewizyjnych (m.in.: Bonanza, Godzina Alfreda Hitchcocka, Domek na prerii, Statek miłości, Wyspa Fantazji, Dallas).
Żoną aktora była Antoinette Marches, z którą miał dwóch synów: Barry’ego i Richarda Jr. Barry (ur. 1949) został zawodowym golfistą. Richard Jaeckel zmarł na raka (czerniak złośliwy) w wieku 71 lat.

## Najważniejsze filmy
- Dziennik z Guadalcanal (1943) jako szeregowiec Johnny „Chicken” Anderson (filmowy debiut Jaeckela)
- Pole bitwy (1949) jako szeregowiec Bettis
- Piaski Iwo Jimy (1951) jako szeregowiec Frank Flynn
- Wróć mała Shebo (1952) jako Turk Fisher
- Atak (1956) jako sierżant Snowden
- 15:10 do Yumy (1957) jako Charlie Prince
- Czworo z Teksasu (1963) jako Pete Mancini
- Parszywa dwunastka (1967) jako sierżant Clyde Bowren
- Kosmiczna ektoplazma (1968) jako Vince Elliott
- Chisum (1970) jako Jess Evans
- Rodzina Stamperów (1971) jako Joe Ben Stamper
- Ucieczka Ulzany (1972) jako sierżant
- Porachunki (1973) jako Chemy
- Pat Garrett i Billy Kid (1973) jako szeryf Kip McKinney
- Zdradliwa toń (1975) jako porucznik Franks
- Piekło Pacyfiku (1979) jako Robert „Dealer” Fletcher
- Damy na ringu (1981) jako Bill Dudley
- Spokojnie, to tylko awaria (1982) jako kontroler lotów
- Gwiezdny przybysz (1984) jako George Fox
- Parszywa dwunastka 2 (1985) jako sierżant Clyde Bowren
- Oddział Delta 2 (1990) jako John Page
- Król kickboxerów (1991) jako kpt. O’Day
- Słoneczny patrol (1989–2001; serial TV) jako porucznik Ben Edwards (w l. 1991-92)